# Soraya Sáenz de Santamaría
Pour les articles homonymes, voir Santamaria (homonymie) et Sáenz.
María Soraya Sáenz de Santamaría Antón, née le 10 juin 1971 à Valladolid, est une femme politique espagnole membre du Parti populaire (PP).
Après une carrière de haut fonctionnaire, elle devient députée de Madrid en avril 2004, puis membre de la direction nationale du PP. À la suite des élections législatives de mars 2008, Mariano Rajoy la choisit comme nouvelle porte-parole du groupe parlementaire, à l'âge de 36 ans.
Après la victoire du PP aux élections de novembre 2011, elle est désignée vice-présidente du gouvernement, ministre de la Présidence et porte-parole du gouvernement. Elle perd cette dernière fonction en novembre 2016 tout en récupérant le portefeuille des administrations territoriales.
Chargée d'assurer les « fonctions et compétences » de la présidence de la Généralité de Catalogne pendant la suspension de l'autonomie, elle quitte le gouvernement après le renversement de Mariano Rajoy. Elle échoue en juillet 2018 à prendre la présidence du PP et se retire trois mois plus tard de la vie politique.

## Biographie

### Formation et ascension
Issue d'une famille modeste de Valladolid, elle obtient sa licence de droit à l'université de Valladolid, où elle finit major de promotion, en 1994. Elle passe ensuite avec succès le concours du corps supérieur des avocats de l'État. À l'âge de 27 ans, elle est affectée à León.
En 2000, Francisco Villar García-Moreno, directeur de cabinet du premier vice-président du gouvernement et ministre de la Présidence Mariano Rajoy, la recrute pour occuper un poste de conseillère juridique.
Parallèlement, elle est professeure associée de droit administratif à l'université Charles III.

### Débuts en politique
À l'approche des élections législatives du 14 mars 2004, elle est investie en dix-neuvième position sur la liste du PP emmenée par Rajoy dans la circonscription électorale de Madrid. Au cours du scrutin le parti n'obtient cependant que 17 élus. Elle fait toutefois son entrée au Congrès des députés dès le 13 mai, après que Rodrigo Rato a été nommé directeur général du Fonds monétaire international.
Elle est aussitôt nommée porte-parole adjointe à la commission constitutionnelle et membre de la commission de la Justice. En novembre, elle devient secrétaire à la Politique régionale et locale du Parti populaire, dont Rajoy occupe désormais la présidence. En conséquence, elle quitte la commission parlementaire de la Justice et rejoint la commission des Administrations publiques.

### Bras droit de Mariano Rajoy

#### Porte-parole parlementaire
Pour les élections législatives du 9 mars 2008, elle est remontée à la cinquième place sur la liste de Madrid. Placée juste après le porte-parole parlementaire Eduardo Zaplana, elle devance les anciens ministres Cristóbal Montoro et Miguel Arias Cañete.
Le 31 mars, Mariano Rajoy annonce qu'elle remplacera Zaplana au poste stratégique de porte-parole du groupe parlementaire. C'est la première fois qu'une femme occupe un tel poste de façon permanente au Congrès des députés. Elle prend officiellement ses fonctions le 8 avril, à l'ouverture de la législature. Adepte des joutes oratoires, son style tranche avec son prédécesseur, symbole de la vieille garde de l'ère Aznar.

#### Vice-présidente du gouvernement
Dans la perspective des élections législatives anticipées du 20 novembre 2011, elle se voit attribuer la deuxième place de la liste dans la circonscription de Madrid. Elle est alors la première femme à occuper cette position symbolique parmi les candidats du Parti populaire, se trouvant devant Ana Mato et le maire de Madrid Alberto Ruiz-Gallardón.
Le 22 décembre suivant, Soraya Sáenz de Santamaría est nommée à 40 ans vice-présidente du gouvernement, ministre de la Présidence et porte-parole du gouvernement dans le premier cabinet de Mariano Rajoy. C'est la première fois depuis le gouvernement González IV que l'exécutif ne compte qu'une seule vice-présidence.
Elle est confirmée à la deuxième place de la liste de Madrid aux élections du 20 décembre 2015 puis pour les élections anticipées du 26 juin 2016. Après ce scrutin, Rajoy parvient à constituer un gouvernement minoritaire. Reconduite comme vice-présidente, elle devient ministre de la Présidence et des Administrations territoriales, et perd les fonctions de porte-parole du gouvernement au profit du ministre de l'Éducation Íñigo Méndez de Vigo.
À partir du 28 octobre 2017, elle exerce par délégation de Mariano Rajoy les fonctions et compétences dévolues au président de la Généralité de Catalogne. Toutefois, elle n'est pas titulaire de cette fonction, n'ayant pas été l'objet d'une nomination par décret royal publié au Bulletin officiel de l'État.
Elle figure dans le top 5 du journal USA Today parmi les femmes les plus influentes d'Europe, derrière Angela Merkel. L’historien Benoît Pellistrandi note que, « plus tacticienne que stratège, elle maîtrise les dossiers et possède une capacité de travail hors norme ».

### Candidature à la présidence du PP
Elle annonce le 19 juin 2018, 11 jours après avoir quitté le gouvernement, sa candidature à la présidence du Parti populaire dans le cadre du XIXe congrès du PP. Elle est alors la cinquième personnalité à postuler à la succession de Mariano Rajoy. Elle reçoit en quelques heures le soutien de plusieurs anciens ministres, Álvaro Nadal, Íñigo de la Serna, Iñigo Méndez de Vigo et Fátima Báñez,,. Disposant également du soutien de Cristóbal Montoro et Enric Millo, elle dépose ses parrainages au siège du parti le lendemain, accompagnée par Alfonso Alonso, José Luis Ayllón, Iñaki Oyarzábal et Báñez.
Le 21 juillet 2018, Pablo Casado est élu à la tête du PP par 57,6 % des voix des délégués du parti.
Elle annonce son retrait de la vie politique, le 10 septembre suivant.

### Vie privée
Mariée depuis 2005 avec l'avocat de l'État Iván Rosa, elle donne naissance, le 11 novembre 2011 à leur premier fils, qui porte le même prénom que son père.